# Sławęta
Sławęta – staropolskie imię męskie, obecnie funkcjonujące także jako nazwisko.

## Imię
Staropolskie imię męskie Sławęta pojawiało się już w średniowieczu i było charakterystyczne dla rodu Leszczyców. Według Encyklopedii staropolskiej imię Sławęta, zapisywane także jako Sławota występowało już w 1258 roku. Etymologia tego imienia wywodzi się od przymiotnika sławny. Od tego imienia wywodzi się nazwa miejscowości Sławęcin na Podkarpaciu. 

## Nazwisko
W Polsce najwięcej osób o nazwisku Sławęta żyje w województwie małopolskim i śląskim. Najwięcej mieszkańców nosząch to nazwisko jest w: Laskowej (22), Rozdzielu (16) i Mikołowie (15). 